# 幸島村 (岡山県)

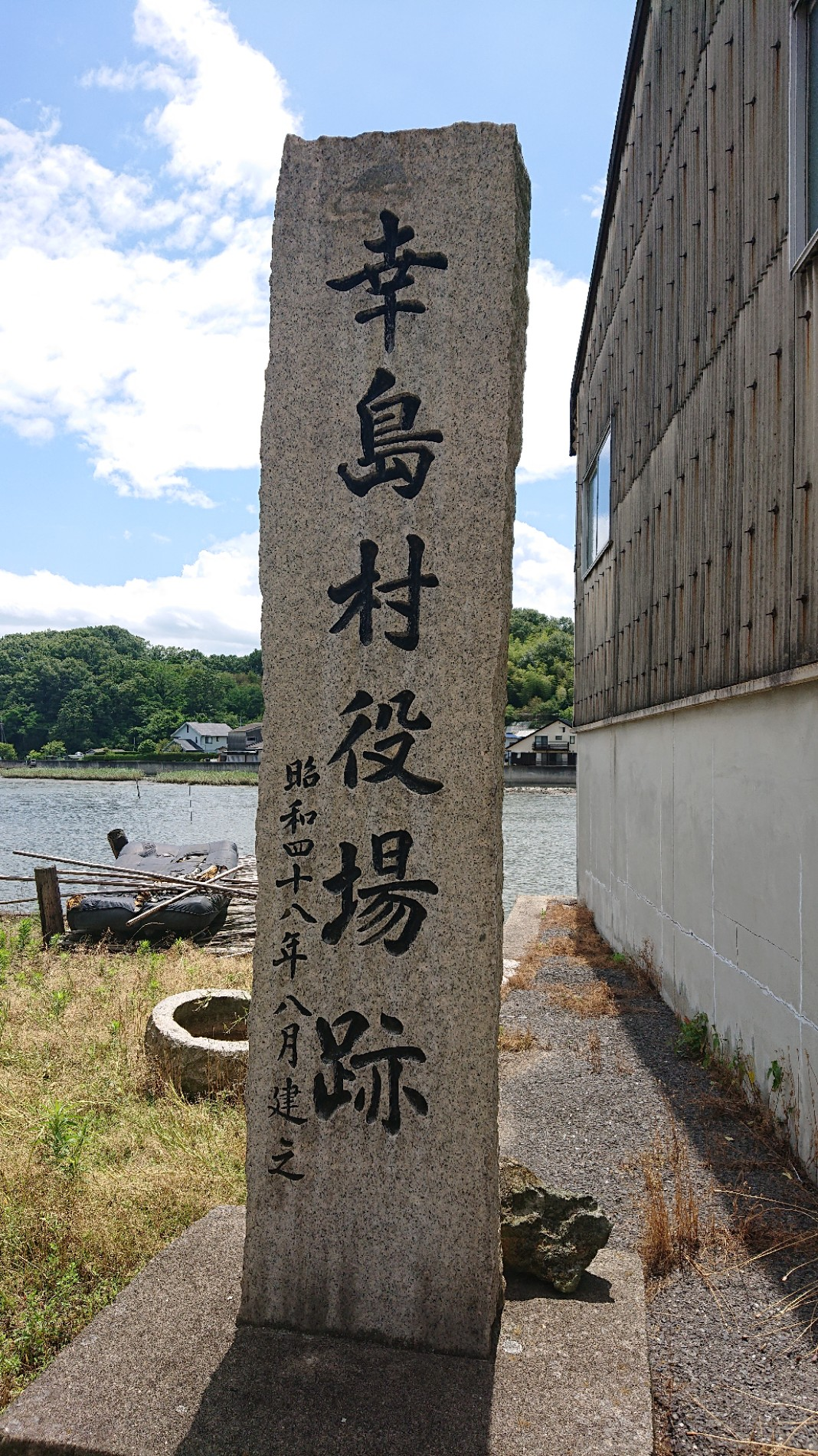
幸島村役場跡の石碑

幸島村（こうじまそん）は、岡山県邑久郡にあった村。現在の岡山市東区の一部にあたる。

## 地理
吉井川と千町川下流の左岸一帯に位置していた。
- 海洋：瀬戸内海
- 島礁：東幸島、西幸島、鍋島、百島、外波島、大羽島、鳩島、中羽島、小羽島、城島、玉島、小山、ビシャゴ岩、鞍掛岩[2]

## 歴史
- 1889年（明治22年）6月1日、町村制の施行により、邑久郡東幸西村、西幸西村、南幸田村、北幸田村、東幸崎村、西幸崎村が合併して村制施行し、幸島村が発足[1][2]。旧村名を継承した東幸西、西幸西、南幸田、北幸田、東幸崎、西幸崎の6大字を編成[2]。
- 1892年（明治25年）水害で大きな被害を受けた[2]。
- 1893年（明治26年）水害で大きな被害を受けた[2]。
- 1924年（大正13年）水門郵便局開設[2]。
- 1934年（昭和9年）水害で大きな被害を受けた[2]。
- 1941年（昭和16年）帝国人造肥料（帝国化工）が外波崎に設立[2]。
- 1945年（昭和20年）水害で大きな被害を受けた[2]。
- 1946年（昭和21年）昭和南海地震で大きな被害を受けた[2]。
- 1953年（昭和28年）2月1日、上道郡古都村・西大寺町・可知村・光政村・津田村・九蟠村・金田村、邑久郡豊村・太伯村・邑久町（一部）と合併し、市制施行し西大寺市を新設して廃止された[1][2]。

### 地名の由来
近世以来の幸島新田にちなむ。

## 産業
- 農業、酒造、製材、製粉、漁業[2]

## 交通

### 県道
- 鹿忍片岡神崎線[2]（現岡山県道232号鹿忍片岡神崎線）
- 片岡往還[2]（現岡山県道234号東片岡宿毛線）

## 教育
- 1889年（明治22年）進化小学校（大字西幸西）と有隣小学校（大字西幸崎）が合併し幸島尋常小学校が設立[2]。1907年（明治40年）大字南幸田に移転[2]。1919年（大正8年）山南実務学校を併設[2]。
- 1898年（明治31年）私立上島裁縫校（窪田伊勢設立）開校[2]。
- 1926年（大正15年）幸島幼稚園開園[2]。
- 1947年（昭和22年）山南中学校開校[2]。
- 1948年（昭和23年）幸島女子専修学院開校[2]。